# Режило Марія Ігорівна
Марія Ігорівна Режило (нар. 3 жовтня 1998) — українська плавчиня, багаторазова призерка Дефлімпійських ігор.

## Життєпис

### Дефлімпійські ігри 2017
На іграх у Самсуні здобула 9 нагород: 3 срібних та 6 бронзових.
20 липня у фінальному запливі у складі збірної Максим Дудник, Катерина Денисова, Денис Бистревський та Марія Режило у змішаній естафеті 4×100 м вільним стилем здобула срібну нагороду. А у складі жіночої збірної разом з Катериною Денисовою, Іриною Терещенко, Катериною Іваненко завоювали бронзу в естафеті 4×100 м комплексним плаванням. У цей же день Марія стала третьою на 200-метрівці вільним стилем.
22 липня виборола два третіх місця у запливі на 50 метрів вільним стилем та у складі жіночої збірної Денисова Катерина, Терещенко Ірина, Режило Марія і Тарасенко Дар'я в естафеті 4х100 вільним стилем.
24 липня у змішаній естафеті комплексним плаванням 4х100 метрів Ірина Терещенко, Максимом Дудником, Катериною Іваненко та Артемом Карнишем вивела українську команду до фіналу (4:24.71), де вже інша четвірка — Катерина Денисова, Олексій Коломієць, Ростислав Якубовський і Марія Режило принесла нашій команді срібну медаль (4:07.81). «Золото» у цьому виді плавання здобула збірна Росії (4:07.20), а «бронзу» команда Японії (4:13.37).
25 липня у складі жіночої збірної здобула бронзу в естафеті 4х200 метрів вільним стилем. Разом з Христиною Давидовою, Іриною Терещенко та Дар'єю Тарасенко четвірка фінішувала третьою (8:57.33). Ця медаль стала 60-ю для України на Дефлімпіаді у Самсуні. Швидше пропливли дистанцію лише росіянки (8:45.71), які встановили світовий і дефлімпійський рекорди, та китаянки (8:48.07).
26 липня у виборола срібну нагороду в запливі 50 метрів батерфляєм та бронзову медаль у запливі на 100 метрів вільним стилем.